# برت (ویرجینیای غربی)
برت (به انگلیسی: Bert) یک منطقهٔ مسکونی در ایالات متحده آمریکا است که در شهرستان تایلر، ویرجینیای غربی واقع شده‌است. برت ۲۳۹٫۸۸ متر بالاتر از سطح دریا واقع شده‌است.